# 프리다 할그렌
프리다 할그렌(Frida Hallgren, 1974년 12월 16일 ~ )은 스웨덴의 배우이다.

## 출연 작품
- 썬샤인 패밀리 (2017)
- 헤븐 온 어스 (2015)
- 라즈베리 보트 리퓨지 (2014)
- 안데르손 히트 더 로드 (2013)
- 해밀턴2: 살인면허 (2012)
- 원스 어폰 어 타임 인 푸켓 (2011)
- 당신을 허락을 얻어 (2007)
- 천국에 있는 것처럼 (2004)
- 크라이 (1995)